# NGC 4973
NGC 4973 (również IC 847 lub PGC 45280) – galaktyka eliptyczna (E), znajdująca się w gwiazdozbiorze Wielkiej Niedźwiedzicy.
Odkrył ją William Herschel 14 kwietnia 1789 roku. Podane przez niego pozycje obiektów odkrytych tamtej nocy były jednak niedokładne, dlatego część katalogów i baz obiektów astronomicznych używa innej numeracji NGC w odniesieniu do jasnych galaktyk w tym rejonie.